# Борис (новгородский посадник)
Борис (Борисъ) — новгородский посадник в 1120—1125 гг.

## Посадничество
Борис является первым из двух посадников (вторым был Данила) из киевских чиновников, которым пытались подменить новгородское боярство на должности посадника. Под 1120 г. летописью отмечается приход Бориса из Киева в Новгород, чтобы там посадничать (после того как умер прежний посадник Константин Моисеевич). Предполагается, что Борис был прислан Киевским князем Владимиром Мономахом, чтобы вмешиваться в дела новгородского управления. Вероятнее всего, что Борис был посадником до самой смерти Владимира Мономаха (в 1125 г.), но в летописи об этом нет упоминаний. В следующем 1126 г. на посадника был избран Мирослав Гюрятинич.

## Актовая печать
Была найдена одна печать посадника Бориса. На печати погрудное изображение св. Бориса в княжеской шапке.